# Les Autels-Villevillon

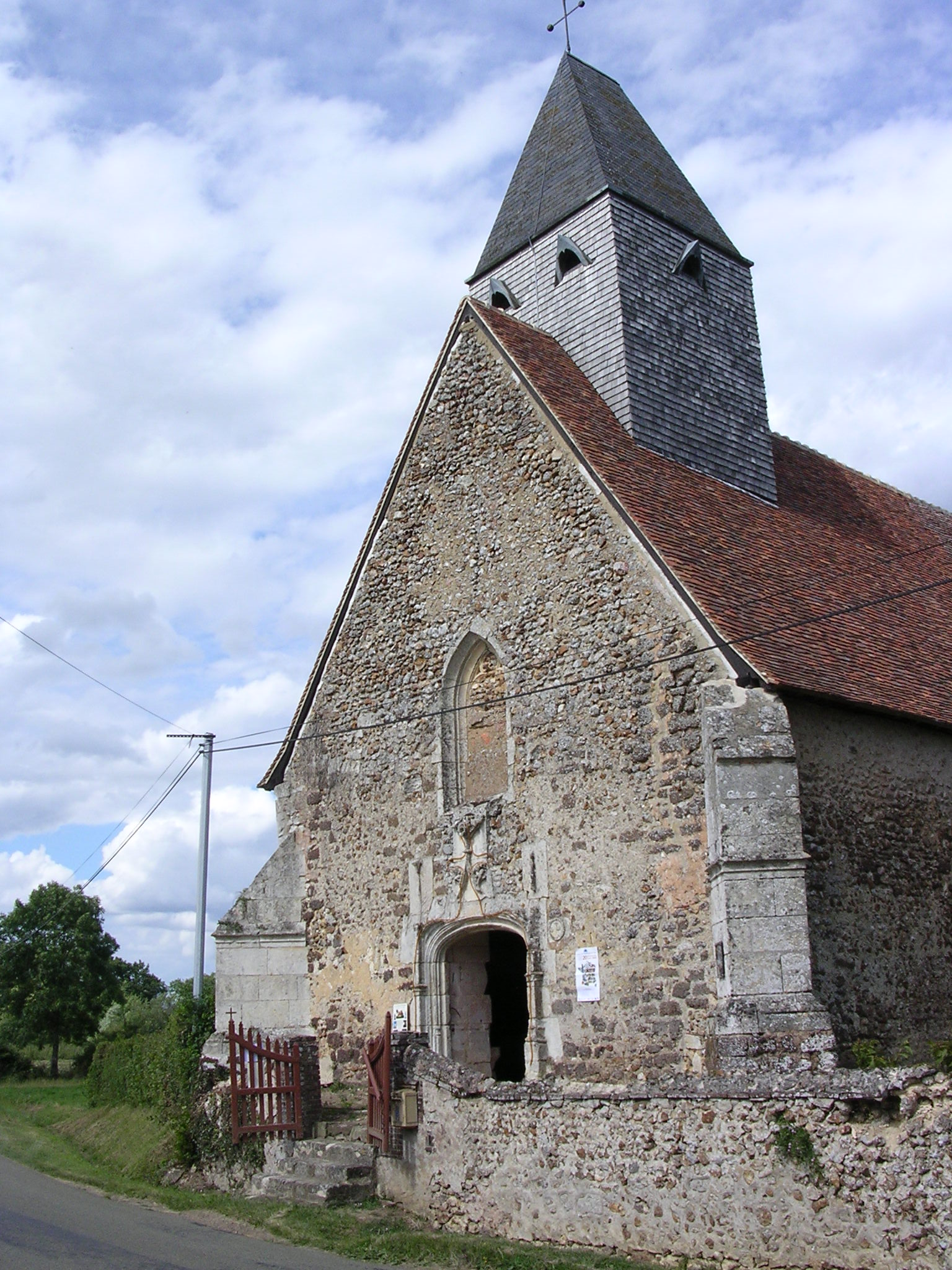
Kerk

Les Autels-Villevillon is een gemeente in het Franse departement Eure-et-Loir (regio Centre-Val de Loire) en telt 138 inwoners (2005). De plaats maakt deel uit van het arrondissement Nogent-le-Rotrou.

## Geografie
De oppervlakte van Les Autels-Villevillon bedraagt 10,4 km², de bevolkingsdichtheid is 13,3 inwoners per km².
De onderstaande kaart toont de ligging van Les Autels-Villevillon met de belangrijkste infrastructuur en aangrenzende gemeenten.

## Demografie
Onderstaande figuur toont het verloop van het inwonertal (bron: INSEE-tellingen).